# Gilles Perrault
Jacques Peyroles, conocido como Gilles Perrault (París, 9 de marzo de 1931-Sainte-Marie-du-Mont, 3 de agosto de 2023) fue un autor y periodista francés.

## Biografía
Estudió en el Instituto de Estudios Políticos de París y trabajó como abogado durante cinco años. Después del éxito de su ensayo Les Parachutistes, inspirado por su servicio militar en Argelia, se hizo periodista con reportajes sobre la India de Nehru, los Juegos Olímpicos de Tokio 1964 y los problemas de los afroamericanos en los Estados Unidos. Después realizó investigaciones sobre aspectos poco conocidos de la Segunda Guerra Mundial.
Con Le Secret du Jour J (1964) ganó un premio del Comité d'action de la Résistance y se vende bien internacionalmente.  L'Orchestre Rouge (1967) tiene todavía más éxito. En 1969 publicó una novela, Le Dossier 51.
En 1991 publicó Nuestro amigo el rey, en el que describe el régimen de terror, las torturas y las desapariciones en el Marruecos de Hasan II. El libro fue objeto de una gran polémica dado que hasta entonces en Francia se solía transmitir una imagen positiva del rey de Marruecos, principal aliado en el mundo árabe (de ahí el título del libro). Marruecos emprendió infructuosas acciones judiciales para impedir la publicación y la difusión de la obra, que obviamente fue objeto de una fulminante censura en Marruecos, donde a pesar de todo circuló. Al revuelo generado por esta obra, que desvelaba ante el gran público la existencia de cárceles secretas, centros de torturas y centenares de detenidos desaparecidos, se añadió ese mismo año un informe de Amnistía Internacional sobre desapariciones. La presión que ambos documentos ejercieron sobre la clase política francesa, estadounidense y de otros países aliados del régimen de Hasan II se tradujo en la liberación de centenares de detenidos desaparecidos supervivientes y el cierre de las prisiones secretas, dando fin así a la época de la historia marroquí conocida como años de plomo.
También se interesó por el tema del terrorismo vasco, defendiendo a ETA, cuya causa comparó con la de Argelia llegando a proclamar que si fuera vasco sería miembro de la organización.
Su libro Le Garçon aux yeux gris fue adaptado por André Téchiné para la película Les Égarés.

### Novela firmada como Sidney Vania
- Baroud d'honneur 1958, Fleuve Noir